# Шевченко, Алексей Александрович
Алексей Александрович Шевченко (21 октября 1995, Омск) — российский биатлонист, чемпион и призёр чемпионата России. Мастер спорта России. Помощник тренера женской сборной России по биатлону.

## Биография
Родился в Омске, где начал заниматься биатлоном у тренера Адеенко Дмитрия Викторовича. В юношеском возрасте был приглашён в Екатеринбург, занимается в УОР № 1 у Шашилова Михаила Викторовича. На внутренних соревнованиях представляет Свердловскую область.
Призёр первенства России среди юниоров 2016 года — бронзовый в спринте и серебряный — в гонке преследования.
Участник юниорского чемпионата мира 2016 года в Кейле-Грэдиштей, на котором занял шестое место в индивидуальной гонке, 31-е — в спринте и 19-е — в гонке преследования.
С сезона 2016/17 участвует в гонках Кубка России среди взрослых, в первых двух сезонах не попадал в призовую тройку.
В 2019 году стал чемпионом России в одиночной смешанной эстафете в команде Свердловской области вместе с Тамарой Ворониной. В 2020 году стал бронзовым призёром в одиночной смешанной эстафете и серебряным призёром в марафоне. В 2021 году Шевченко завершил карьеру профессионального спортсмена и стал сервисером в сборной команде России. На сборе женской команды в 2021 году был представлен как помощник старшего тренера сборной Михаила Шашилова, у которого сам Алексей начинал юниорскую карьеру.
Сестра — биатлонистка Анастасия Шевченко.
Жена — лыжница и биатлонистка Наталия Шевченко.